# Doomsday Machine
Doomsday Machine šesti je studijski album švedskog melodičnog death metal sastava Arch Enemy, objavljen 26. srpnja 2005.

## O albumu
Ovo je treći album grupe snimljen s pjevačicom Angelom Gossow. Producirao ga je Rickard Bengtsson te se popeo na 87. mjesto glazbene ljestvice Billboard 200 s 12.000 prodanih primjeraka. Za pjesme "Nemesis" i "My Apocalypse" bili su snimljeni spotovi. Na ograničenom DVD izdanju su se uz videspot za "Nemesis" nalazile i tri pjesme s nastupa u Londonu 2004.

## Popis pjesama
Glazba: Michael Amott/Daniel Erlandsson/Christopher Amott.
| 1.    | »Enter the Machine« (instrumental) |                 | 2:02 |
| 2.    | »Taking Back My Soul«              | Gossow/M. Amott | 4:35 |
| 3.    | »Nemesis«                          | Gossow          | 4:12 |
| 4.    | »My Apocalypse«                    | Gossow          | 5:25 |
| 5.    | »Carry the Cross«                  | Gossow          | 4:12 |
| 6.    | »I Am Legend / Out for Blood«      | Gossow          | 4:58 |
| 7.    | »Skeleton Dance«                   | Gossow          | 4:33 |
| 8.    | »Hybrids of Steel« (instrumental)  |                 | 3:49 |
| 9.    | »Mechanic God Creation«            | Gossow/M. Amott | 5:59 |
| 10.   | »Machtkampf«                       | M. Amott        | 4:16 |
| 11.   | »Slaves of Yesterday«              | Gossow          | 5:01 |
| 48:56 |                                    |                 |      |

| 1. | »Nemesis« (videospot)     | 4:26 |
| 2. | »Intro«                   | 1:08 |
| 3. | »Dead Eyes See No Future« | 4:40 |
| 4. | »Ravenous«                | 4:18 |

## Osoblje
Arch Enemy
- Angela Gossow − vokal
- Michael Amott − gitara, klavijature
- Christopher Amott − gitara
- Sharlee D'Angelo − bas-gitara
- Daniel Erlandsson − bubnjevi